# Ogooué
L'Ogooué és el principal riu que travessa el Gabon. Neix al Congo-Brazzaville, dins els monts Talé, a una alçada de 840 m, i entra dins el territori gabonès pel sud-est, prop de la ciutat de Boumango. Recorre 1.170 km fins que desemboca en forma de delta al sud de Port-Gentil, a la costa atlàntica. És navegable des de Port-Gentil fins a Ndjolé.
Constitueix una important via de comunicació fluvial tant per al transport de persones com de la fusta extreta de l'interior del país.
Pierre Savorgnan de Brazza va navegar per tot el curs de l'Ogooué superior (1875–83), localitzant la seva font el 1877.

## Principals afluents[2]

Conca de l'Ogooué

- Afluents de la riba dreta:
  - Mpassa (longitud: 136 km)
  - Lékoni (longitud: 160 km)
  - Sébé (longitud: 232 km)
  - Lassio (longitud: 160 km)
  - Ivindo
  - Okano
  - Abanga (longitud: 160 km)
- Afluents de la riba esquerra:
  - Leyou (longitud: 90 km)
  - Lolo (longitud: 240 km)
  - Offoué (longitud: 170 km)
  - Ngounié

## Principals ciutats que travessa
- Franceville
- Booué
- Ndjolé
- Lambaréné